# Бейтман, Гэбриел
Габриел Майкл Бейтман (англ. Gabriel Michael Bateman; 10 сентября 2004 года, Терлок, Калифорния, США) — американский актёр, известный по ролям Мартина в фильме ужасов «И гаснет свет…», Энди Барклая в фильме «Детские игры», Картера в оригинальном фильме Netflix «Бенджи», Итана Тейлора в сериале CBS «Сталкер» и Джека Хоторна в сериале «Американская готика».

## Биография
Гэбриел Бейтман родился и вырос в Терлоке, штат Калифорния, но переехал в Южную Калифорнию, начав актёрскую карьеру. Он — младший из восьми детей (у него 4 брата и 3 сестры). Одной из сестёр Бейтмана является актриса Талита Бейтман.
Дебют Бейтмана состоялся в 2012 году в комедийном экшн-фильме George Biddle, CPA. Затем последовали эпизодические роли в сериалах Maker Shack Agency и «Анатомия страсти». В 2014 году Бейтман исполнил роль Роберта в фильме ужасов «Проклятие Аннабель», являющемся спин-оффом фильма «Заклятие». В 2014—2015 годах он снимался в роли Итана Тейлора в сериале CBS «Сталкер».
В 2016 году актёра можно было увидеть в роли Джека Хоторна в сериале «Американская готика», а в 2016—2017 годах — в роли Джошуа Остина в сериале «Изгой» (реж. Роберт Киркман). Мистическую драму транслировал телеканал Cinemax.
В компании Терезы Палмер Бейтман сыграл главную роль в фильме «И гаснет свет…» (2016), продюсером которого выступил Джеймс Ван.
Помимо игры в кино и на телевидение, Гэбриел снимался в рекламных роликах для Staples Inc., Frigidaire, перезаряжаемых батарей Energizer EcoAdvanced, Iams и Cadillac CTS Sedan. Кроме того, молодой актёр появился в двух музыкальных клипах («It’s a Job» и «A New Beginning») для альбома «I Remembered But Then I Forgot» Wolfie’s Just Fine, фолк-музыкального проекта Джона Лажуа.
В 2019 году состоялась мировая премьера хоррора «Детские игры», в котором Гэбриелу Бейтману досталась главная роль, а также анимационного фильма «Playmobil фильм: Через вселенные» (на Международном фестивале в Анси), в последнем Бейтман озвучил персонажа Чарли Бреннера.
В 2020 году на экраны вышел триллер «Неистовый» с Бейтманом в одной из основных ролей. Помимо него, в фильме снялись Рассел Кроу, Карен Писториус и Джимми Симпсон.

## Фильмография
| Год       |     | Русское название                 | Оригинальное название       | Роль                       |
| --------- | --- | -------------------------------- | --------------------------- | -------------------------- |
| 2012      | ф   | —                                | George Biddle, CPA          | ребёнок                    |
| 2013      | кор | —                                | The Park Bench              | н/д                        |
| 2014      | с   | —                                | Maker Shack Agency          | ребёнок-гот                |
| 2014      | с   | Анатомия страсти                 | Grey’s Anatomy              | Джаред Коул                |
| 2014      | тф  | Лепестки на ветру                | Petals on the Wind          | Майкл / мальчик на барбекю |
| 2014      | ф   | Проклятие Аннабель               | Annabelle                   | Роберт                     |
| 2014—2015 | с   | Сталкер                          | Stalker                     | Итан Тейлор                |
| 2015      | с   | Твоя семья или моя               | Your Family or Mine         | Джейсон-младший            |
| 2015      | ф   | Банда грабителей                 | Band of Robbers             | Гек Финн в детстве         |
| 2015      | ф   | Шах и мат                        | Checkmate                   | Кристофер                  |
| 2015      | с   | Злой город                       | Wicked City                 | Купер Флинн                |
| 2015      | с   | Реанимация                       | Code Black                  | Джейсон Райнер             |
| 2016      | ф   | И гаснет свет…                   | Lights Out                  | Мартин                     |
| 2016      | с   | Американская готика              | American Gothic             | Джек Хоторн                |
| 2016      | тф  | —                                | Mamma Dallas                | Такер Кокс                 |
| 2016—2017 | с   | Изгой                            | Outcast                     | Джошуа Остин               |
| 2018      | ф   | Бенджи                           | Benji                       | Картер                     |
| 2018      | с   | Опасная книга для мальчиков      | The Dangerous Book for Boys | Уайетт Маккенна            |
| 2018      | ф   | Святая Джуди                     | Saint Judy                  | Картер                     |
| 2019      | ф   | Playmobil фильм: Через вселенные | Playmobil: The Movie        | Чарли Бреннер              |
| 2019      | ф   | Детские игры                     | Child’s Play                | Энди Барклай               |
| 2019      | ф   | Роберт — король Шотландии        | Robert the Bruce            | шотландец                  |
| 2020      | ф   | Думай как собака                 | Think Like a Dog            | Оливер                     |
| 2020      | ф   | Неистовый                        | Unhinged                    | Кайл                       |
| 2021—2023 | с   | Берег москитов                   | The Mosquito Coast          | Чарли Фокс                 |
| 2022      | ф   | Фабельманы                       | The Fabelmans               | Роджер                     |